# Friedrich Michael Dimpel
Friedrich Michael Dimpel (* 1970) ist ein deutscher Altgermanist.

## Leben
Nach dem Magister 1998 in Germanischer und Deutscher Philologie, Neuerer Deutscher Literaturwissenschaft und Alter Geschichte sowie Staatsexamen für Lehramt an Gymnasien in Deutsch und Geschichte in Erlangen, der Promotion 2002 und der Habilitation 2010 wurde er 2019 außerplanmäßiger Professor an der Friedrich-Alexander-Universität Erlangen-Nürnberg.
Seine Forschungsschwerpunkte sind Computerphilologie / Digital Humanities, computergestützte Edition, Editionsphilologie, Stilometrie, Autorschaftsforschung, soziale Netzwerkanalyse (SNA), Annotation, XML, XML-Auswertung, Erzähltheorie, Literaturtheorie, Genderforschung, Intertextualität und komparatistische Literaturforschung, Kulturwissenschaft, Literatur des hohen und späten Mittelalters, Poetik und Rhetorik, Rezeptionssteuerung, Sympathiesteuerung und Wertungsforschung.

## Schriften (Auswahl)
- Computergestützte textstatistische Untersuchungen an mittelhochdeutschen Texten. Tübingen 2004, ISBN 3-7720-8041-3.
- Die Zofe im Fokus. Perspektivierung und Sympathiesteuerung durch Nebenfiguren vom Typus der Confidente in der höfischen Epik des hohen Mittelalters. Berlin 2011, ISBN 3-503-12292-3.
- Freiräume des Anderserzählens im Lanzelet. Heidelberg 2013, ISBN 3-8253-6224-8.
- mit Marc Adler: Digitale Philologie: Das Darmstädter Modell. Darmstadt 2020